# Alan R. Abraham
Pour les articles homonymes, voir Abraham (homonymie).
Alan Rockwell Abraham, personnalité politique canadienne, fut Lieutenant-gouverneur de la province de Nouvelle-Écosse de 1984 à 1989.